# Орвін (Пенсільванія)
Орвін (англ. Orwin) — переписна місцевість (CDP) в США, в окрузі Скайлкілл штату Пенсільванія. Населення — 304 особи (2020).

## Географія
Орвін розташований за координатами 40°35′2″ пн. ш. 76°31′53″ зх. д. / 40.58389° пн. ш. 76.53139° зх. д. (40.583869, -76.531414).  За даними Бюро перепису населення США в 2010 році переписна місцевість мала площу 1,59 км², уся площа — суходіл.

## Демографія
Згідно з переписом 2010 року, у переписній місцевості мешкало 314 осіб у 123 домогосподарствах у складі 93 родин. Густота населення становила 197 осіб/км².  Було 137 помешкань (86/км²).
Расовий склад населення:
| - 100,0 % — білих |

До двох чи більше рас належало 0,0 %. Частка іспаномовних становила 1,0 % від усіх жителів.
За віковим діапазоном населення розподілялося таким чином: 20,4 % — особи молодші 18 років, 64,0 % — особи у віці 18—64 років, 15,6 % — особи у віці 65 років та старші. Медіана віку мешканця становила 41,5 року. На 100 осіб жіночої статі у переписній місцевості припадало 101,3 чоловіків;  на 100 жінок у віці від 18 років та старших — 98,4 чоловіків також старших 18 років.
Середній дохід на одне домашнє господарство  становив 67 296 доларів США (медіана — 67 604), а середній дохід на одну сім'ю — 67 596 доларів (медіана — 56 000). Медіана доходів становила 26 250 доларів для чоловіків та 31 750 доларів для жінок. За межею бідності перебувало 11,3 % осіб, у тому числі 28,1 % дітей у віці до 18 років та 0,0 % осіб у віці 65 років та старших.
Цивільне працевлаштоване населення становило 197 осіб. Основні галузі зайнятості: роздрібна торгівля — 17,3 %, науковці, спеціалісти, менеджери — 15,7 %, виробництво — 15,7 %.